# Piper guatopoense
Piper guatopoense är en pepparväxtart som beskrevs av Truman George Yuncker. Piper guatopoense ingår i släktet Piper och familjen pepparväxter. Inga underarter finns listade i Catalogue of Life.